# Romanèchit
Romanèchit ist ein eher selten vorkommendes Mineral aus der Mineralklasse der „Oxide und Hydroxide“ mit der chemischen Zusammensetzung (Ba,H2O)2(Mn+4,Mn+3)5O10 und damit chemisch gesehen ein Barium-Mangan-Oxid. Das Barium in der Formel kann teilweise durch Wasser (H2O) und vierwertige Mangan teilweise durch dreiwertiges Mangan diadoch ersetzt sein.
Romanèchit kristallisiert im monoklinen Kristallsystem, ist in jeder Form undurchsichtig (opak) und entwickelt nur selten kleine, ausgeprägte Kristalle in Form von Nadeln. Meistens bildet er traubenförmige Aggregate von grauer bis anthrazitähnlicher oder schwarzer Farbe.
Das Mineral ist ein wichtiges Manganerz und bildet den Hauptbestandteil von Psilomelan, das heute nicht mehr als eigenständiges Mineral, sondern als eine Mischung verschiedener Manganoxide, wie Romanèchit, Hollandit und anderen, angesehen wird. Aus diesem Grund kann Romanèchit auch nicht als eine Varietät des Psilomelans angesehen werden, bzw. sollten die beiden Namen nicht synonym verwendet werden.
Seine Mohshärte beträgt 5 bis 6 und seine Dichte liegt im Bereich von 4,7 bis 4,9 g/cm3.

## Etymologie und Geschichte

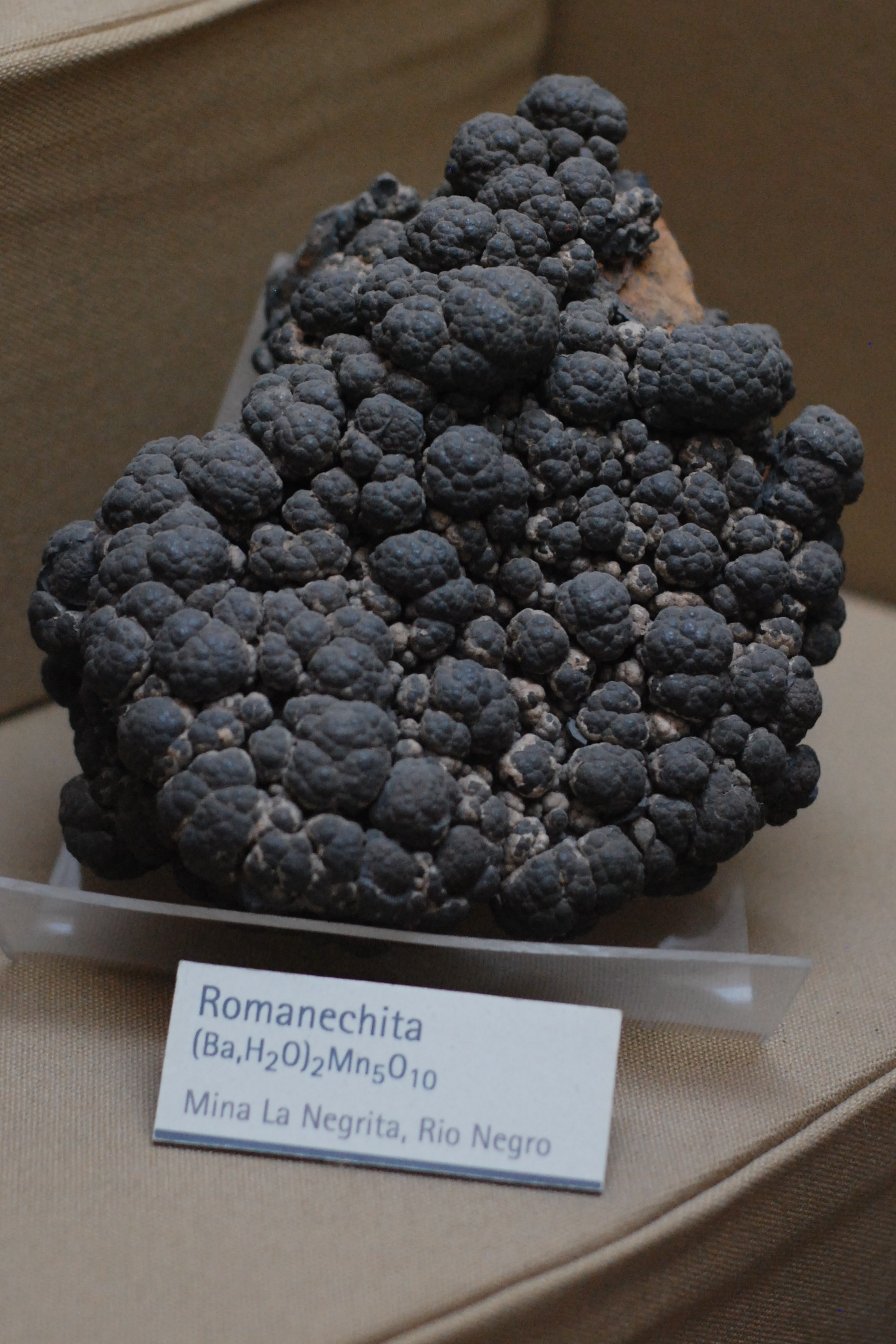
Romanechite (Museo de La Plata)

Eine erste Analyse und Beschreibung des „schwarzen Barium-Manganoxids“ (französisch Manganèse oxidé noir Barytifère) aus Romanèche erfolgte durch Haidinger, die Edward Turner 1828 im Fachmagazin The Philosophical Magazine publizierte. Benannt wurde das Mineral durch Antoine Lacroix nach dessen Typlokalität.
Als Typlokalität für den Romanèchit gilt die Mangan-Lagerstätte nahe der Gemeinde Romanèche-Thorins im französischen Département Saône-et-Loire. Das Typmaterial von Romanèchit wird im Natural History Museum in London unter der Sammlungsnummer 69160 aufbewahrt. Dem Typmineral-Katalog der International Mineralogical Association (IMA) zufolge besteht auch die Möglichkeit, dass sich Typmaterial im Muséum national d’histoire naturelle (MHN) befindet. Allerdings findet sich in der dortigen Auflistung der Typusexemplare kein Hinweis darauf.
Romanèchit war bereits lange vor der Gründung der International Mineralogical Association (IMA) bekannt und als eigenständige Mineralart anerkannt. Damit hätte Romanèchit theoretisch den Status eines grandfathered Mineral. Da das Mineral allerdings in verschiedenen Publikationen auch als Psilomelan angesprochen wurde, legte die Commission on new minerals and mineral names der IMA in der 1982 erfolgten Publikation der Zusammenfassung ihrer wichtigsten Entscheidungen fest, dass das spezifische Ba-Mn-Oxid als Romanèchit und nicht als Psilomelan bezeichnet werden soll. Da dies automatisch eine nachträgliche Ankerkennung für den Romanèchit bedeutete, wird das Mineral seitdem in der „Liste der Minerale und Mineralnamen“ der IMA unter der Summenanerkennung „IMA 1982 s.p.“ (special procedure) geführt. Die seit 2021 ebenfalls von der IMA/CNMNC anerkannte Kurzbezeichnung (auch Mineral-Symbol) von MineralName lautet „Rmn“.

## Klassifikation
In der veralteten 8. Auflage der Mineralsystematik nach Strunz war der Romanèchit noch nicht aufgeführt. In der zugehörigen Publikation Mineralogische Tabellen (8. Auflage) von Karl Hugo Strunz und Christel Tennyson wird Romanèchit allerdings im Mineralregister erwähnt, wo er als Gemenge aus teils Psilomelan (C. Frondel & E. Wm. Heinrich 1942) und teils Kryptomelan (Gruner 1943) deklariert ist.
Im zuletzt 2018 überarbeiteten „Lapis-Mineralienverzeichnis“, das sich im Aufbau noch nach der alten Form der Systematik von Karl Hugo Strunz richtet, erhielt das Mineral die System- und Mineralnummer IV/D.09-030. In der „Lapis-Systematik“ entspricht dies der Klasse der „Oxide und Hydroxide“ und dort der Abteilung „Oxide mit dem Stoffmengenverhältnis Metall : Sauerstoff = 1 : 2 (MO2 und verwandte Verbindungen)“, wo Romanèchit zusammen mit Todorokit und Woodruffit eine unbenannte Gruppe mit der Systemnummer IV/D.09 bildet.
Die von der IMA zuletzt 2009 aktualisierte 9. Auflage der Strunz’schen Mineralsystematik ordnet den Romanèchit ebenfalls in die Abteilung der Oxide mit dem Stoffmengenverhältnis „Metall : Sauerstoff = 1 : 2 und vergleichbare“ ein. Diese ist weiter unterteilt nach der relativen Größe der beteiligten Kationen und der Kristallstruktur, so dass das Mineral entsprechend seiner Zusammensetzung  Hier ist das Mineral in der Unterabteilung „Mit großen (± mittelgroßen) Kationen; Tunnelstrukturen“ zu finden, wo es zusammen mit Kryptomelan, Strontiomelan und Todorokit die „Kryptomelangruppe“ mit der Systemnummer 4.DK.10 bildet.
In der vorwiegend im englischen Sprachraum gebräuchlichen Systematik der Minerale nach Dana hat Romanèchit die System- und Mineralnummer 07.09.02.02. Das entspricht ebenfalls der Klasse der „Oxide und Hydroxide“ und dort der Abteilung „Mehrfache Oxide“. Hier findet er sich innerhalb der Unterabteilung „Mehrfache Oxide“ in einer unbenannten Gruppe mit der Systemnummer 07.09.02, in der auch Psilomelan eingeordnet ist.

## Kristallstruktur
Romanèchit kristallisiert monoklin in der Raumgruppe C2/m (Raumgruppen-Nr. 12) mit den Gitterparametern a = 13,93 Å; b = 2,85 Å; c = 9,68 Å und β = 92,4° sowie zwei Formeleinheiten pro Elementarzelle.
Das Manganoxid bildet im Romanèchit ein oktaedrisches Gerüst, wobei der durch das Mn(II) bedingte, negative Ladungsüberschuss nicht durch Mn(IV) kompensiert wird, sondern durch die Einlagerung von Kationen in die großen Tunnelstruktur. Die Struktur ähnelt dabei der von Zeolithen. Trotz der Ähnlichkeit der chemischen Zusammensetzung und der Kristallstruktur sind keine Mischkristalle zwischen Romanèchit, Hollandit, Coronadit, Todorokit und Woodruffit bekannt.

## Eigenschaften
Das in der Tunnelstruktur des Romanèchit eingelagerte Wasser entweicht bei über 200 °C. In konzentrierter Salzsäure löst sich das Mineral auf, wobei sich Chlor entwickelt (vgl. die chemischen Reaktionen von Mangan(IV)-oxid).

## Bildung und Fundorte
Romanèchit ist ein Verwitterungsprodukt von magnesiumhaltigen Oxiden, Carbonaten oder Silikaten. Es kommt typischerweise vergesellschaftet mit Hämatit, Baryt, Pyrolusit, Quarz und anderen Manganoxiden vor.
Als relativ seltene Mineralbildung kann Romanèchit an verschiedenen Orten zum Teil zwar reichlich vorhanden sein, insgesamt ist er aber wenig verbreitet. Weltweit sind bisher etwas mehr als 300 Vorkommen für Romanèchit dokumentiert. Größere, historische Stufen sind vor allem aus Romanèche, Département Saône-et-Loire/Frankreich bekannt.
Weitere Fundorte sind unter anderem Elgersburg und Öhrenstock in Thüringen, ferner die Manganerzlagerstätten von Cia turi/Georgien und Nikopol/Ukraine sowie Lead Geo und die Horney-Inseln in Schottland.

## Verwendung
Romanèchit ist ein wichtiges Manganerz. Es wird überwiegend für die Herstellung von Stahl verwendet. 